# AfriNIC
AfriNIC — один из пяти региональных интернет-регистраторов (англ. Regional Internet Registries, RIRs), выполняющих распределение интернет-ресурсов, а также связанную с этим регистрацию и координацию деятельности, направленную на глобальную поддержку функционирования Интернета.
AfriNIC функционирует как членская компания локальных интернет-регистраторов (англ. Local Internet Registry, LIR), каждый из которых платит членский взнос. В роли LIR обычно выступают крупные интернет-провайдеры или корпорации.
Перед созданием AfriNIC IP-адреса для региона Африки выдавались APNIC, ARIN и RIPE NCC. ICANN согласился с созданием пятого RIR в октябре 2004. AfriNIC как регистратура запустилась 22 февраля 2005, а в апреле 2005 получила финальное согласие ICANN.
Выделение интернет-ресурсов происходит согласно процедурам AfriNIC, формализованным в соответствующих документах. Документы, устанавливающие процедуры работы с ресурсами, принимаются собранием членов AfriNIC — открытого тематического форума, проходящим дважды в год. Перед вынесением документов на голосование производится работа над проектами документов в рабочих группах и обсуждение проектов в открытых почтовых рассылках AfriNIC.
AfriNIC руководит Эдди Кайахура (англ. Eddy Kayihura), который является управляющим директором. 
Существует также и совет директоров, в который входят девять директоров, в их числе управляющий директор, шесть директоров, выбираемых по региональному признаку и два директора, не зависящих от региона.
Офис AfriNIC находится в Порт-Луи, Маврикий.